# Castillo de San Pedro de Huelva
El castillo de San Pedro de Huelva fue un castillo medieval situado en la ciudad de Huelva de origen árabe y perteneciente a los duques de Medina Sidonia. Se encontraba en el cabezo de San Pedro, en el centro antiguo de la ciudad en, el Yacimiento Arqueológico del Cabezo de San Pedro Cerro de San Pedro. inscrita en el Catálogo General del Patrimonio Histórico Andaluz con Carácter específico por la Orden de la Consejera de Cultura de 14-5-01.[cita requerida] y bajo la protección de la Declaración genérica del Decreto de 22 de abril de 1949, y la Ley 16/1985 sobre el Patrimonio Histórico Español.

## Historia
El rey don Sancho IV (hijo de Alfonso X "El Sabio"), hacia merced al Almirante Mayor de Castilla de Juan Mathè de Luna, del señorío vitalicio de Huelva en 1293. La importancia de la villa de Huelva para la defensa del territorio se comprende, pues dieciséis días después de la muerte del citado Juan Mathé de Luna, el 9 de agosto de 1299, Fernando IV para galardonar a don Diego de Haro, señor de Vizcaya, Alférez Mayor de Castilla, le hace donación de la villa de Huelva, -con su alcázar, que con un bien sistema defensivo, impedía la entrada por mar en Andalucía occidental.
Como reza en la leyenda del escudo de la ciudad, "Portus Maris et Terrae Custodia", Huelva era con su ría la defensora y guardiana de toda la comarca, quedando reflejado en el antiguo escudo de la ciudad, donde la edificación del castillo es parte determinante.
En las primeras décadas del siglo XVII fue residencia de Manuel Pérez de Guzmán y Gómez de Silva, XI Conde de Niebla. De su matrimonio con Juana Lorenza Gómez de Sandoval y Rojas y de la Cerda nacería el 24 de octubre de 1613 en el castillo Luisa Francisca de Guzmán de Sandoval, bautizada en la parroquia de San Pedro, y casase con el que fue rey de Portugal, don Juan IV convirtiéndose en reina de Portugal.
Se encuentra situado junto a la parroquia mayor de San Pedro y la plaza del mismo nombre, siendo la zona durante siglos el centro neurálgico, cultural y religioso de la ciudad.
Actualmente únicamente quedan restos del castillo, ya que fue seriamente dañado tras el terremoto de Lisboa el 1 de noviembre de 1755 desapareciendo sus restos y cañoneado posteriormente por el ejército francés en 1808.[cita requerida]
Ante la destrucción del edificio en 1755, la Casa de Medina-Sidonia, levantó un palacio en la parte llana de la ciudad, por donde se empezaba a extender la población, edificio que aun subsiste en la calle Palacio. Sobre la puerta principal del edificio se encuentra un escudo labrado en piedra de la Casa de Niebla.
Según nos describe Juan Agustín de Mora en su obra "Huelva Ilustrada" publicada en 1762, el conjunto "es de una arquitectura magnífica, con cuatro finísimas torres en las cuatro esquinas y todas aquellas fortificaciones que se usaban en tiempos antiguos, porque su misma grandeza y elevación las expone más a la irresistible fuerza de la artillería".
Recientemente se descubrieron dos estructuras correspondientes a edificaciones defensivas que se consideran relacionadas con el castillo.

## Entorno
Junto a sus restos se encuentra la iglesia de San Pedro Apóstol. Actualmente, el acceso al castillo está cerrado, ya que todo el recinto es propiedad privada.
Tras un estudio y reconstrucción virtual a cargo de estudiantes de Ingeniería Técnica Informática de Sistemas de la Universidad de Huelva existe un plan del Ayuntamiento de Huelva para rehabilitar o reinterpretar la fortaleza cuando vuelva a ser propiedad de la ciudad.[cita requerida]

## Palacio de los Duques en la calle Palacio

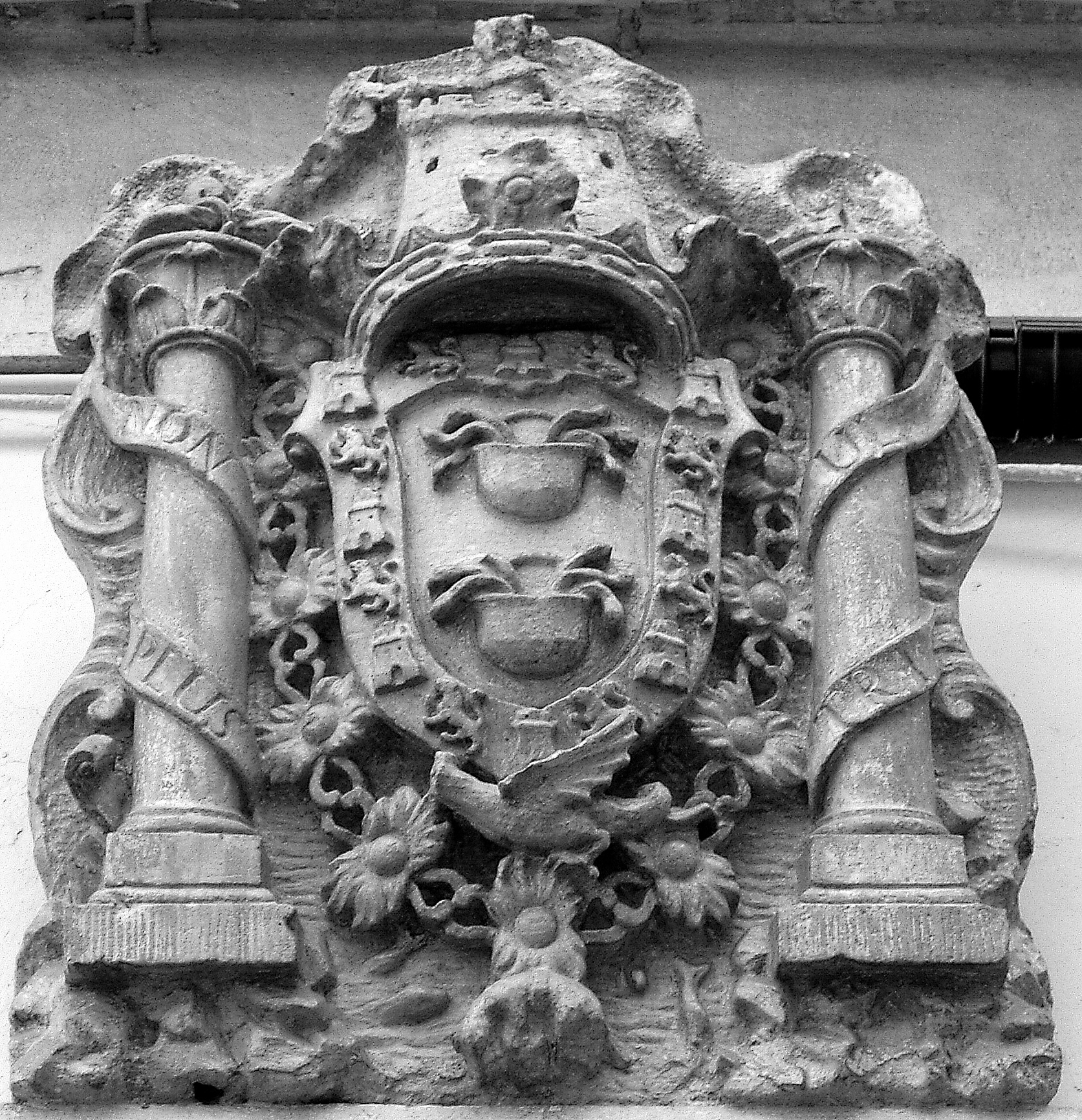
Escudo de la Casa de Medina Sidonia, en la fachada del antiguo palacio situado en la calle Palacio de Huelva

Su historia comienza con la necesidad del cambio de residencia de los duques de Medina Sidonia, que dejan el castillo junto a la iglesia de San Pedro por su estado ruinoso y piensan en un palacio residencia en el siglo XVI. La mirada se pone en la zona céntrica de la ciudad, en el eje de la parroquia de la Concepción.
Su construcción pudo suceder de 1656 a 1658 que es cuando Gaspar Alonso de Guzmán lo pone en marcha para su sucesor primogénito Conde de Niebla, Gaspar Juan Alonso que habría de residir en Huelva desde 1654, hasta poco antes de su muerte que sucedió en 1667. Se ampliará con la adquisición de otras casas en 1664 y en 1672. En 1777 pasa a propiedad del marqués de Villafranca, de la Casa de Toledo y Duque de Medina Sidonia.
El edificio acogió la vida institucional de Huelva, siendo la sede de la Casa Consistorial a principios del siglo XIX, hasta que se traslada en 1840 a la calle Puerto. Posteriormente, acogió a la Diputación Provincial de Huelva y finalmente el Gobierno Civil, hasta su traslado a la nueva sede de la Gran Vía.
En 1852 fue el gobernador Alonso y Castillo quien remozó el edificio para su uso oficial.
La edificación está Incluida en el Catálogo de Edificios, Elementos y Espacios Urbanos de Valores Singulares, enmarcado en el Plan Especial del casco histórico de Huelva, tiene un grado de protección 2, una protección tipológica y estructural limitada a la configuración exterior y a los elementos interiores de valor.
En 1887, se estableció en la planta baja del edificio la popular Cervecería Viena a cargo de Serafín López y posteriormente por su sobrino Ramón López García, persona muy vinculada a la Hermandad de San Francisco de la que fue su Hermano Mayor y al Real Club Recreativo de Huelva, en el que fue su presidente en los periodos 1931-1939 y 1955-1957. Un establecimiento hostelero que permaneció en funcionamiento hasta 1952.